# Tifaldó cerví (grup de bolets)
Els tifaldons cervins o cervins són tifaldons que en la maduresa presenten a l’interior una gleba densa, uniforme i pulverulenta.
Es tracta de fongs micorrízics que pertanyen al gènere Elaphomyces (elapho-, cérvol; -myces, fong).Són bolets força pudents, que atrauen en especial a diferents cèrvids, senglars i rosegadors.
Es de bolets globulosos coberts per una paret o peridi engruixit. El color del peridi en secció és un caràcter de molta importància taxonòmica. Cobrint la paret pot existir un embolcall miceliar dens, una tofa, que cal retirar per observar els detalls de la paret o peridi. És el cas del cerví groc (Elaphomyces citrinus), de tofa groga i peridi negre.

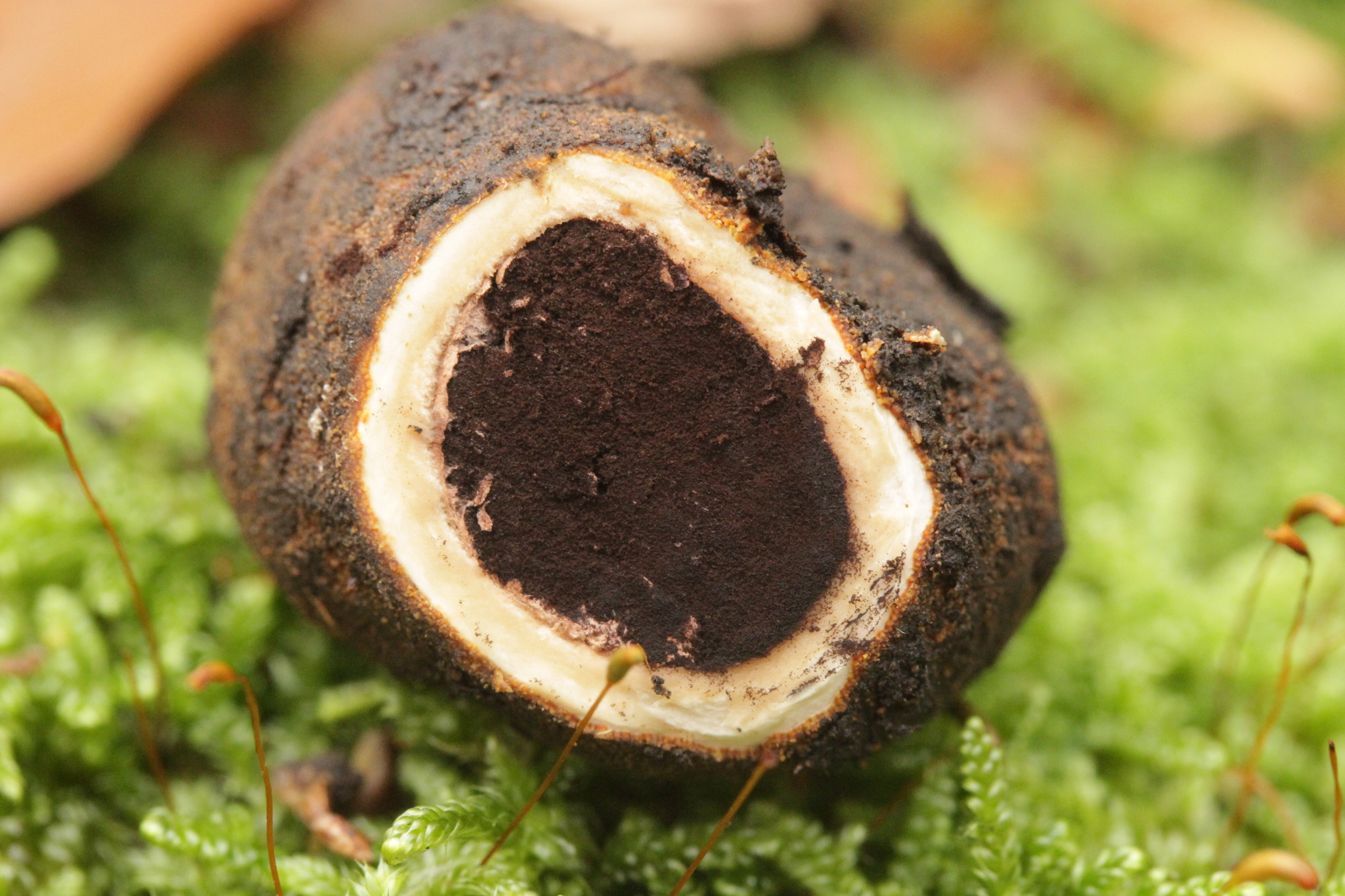
Tifaldó cerví (Elaphomyces granulatus) seccionat, mostrant el gruix de paret i el color negre de la gleba

A Europa hi ha descrites una trentena d'espècies. Probablement són els fongs micorrízics hipogeus més abundant i estesos arreu del món, i fructifiquen durant tot l'any. Prefereixen boscos de coníferes i arbres madurs. Cap d'ells és comestible pels humans.

## Grups de tifaldons cervins
Per les característiques de la superfície podem ordenar els cervins en tres grups:

### Cervins amb tofa
- Elaphomyces citrinus, cerví groc

### Cervins nus, de paret groga o brunenca
- Elaphomyces granulatus, cerví
- Elaphomyces muricatus, cerví marbrat
- Elaphomyces asperulus, cerví porpra

### Cervins nus, de paret bruna a negra
- Elaphomyces anthracinus, cerví negre
- Elaphomyces personii, cerví verrucós